# Skalka nad Váhom
Skalka nad Váhom ist eine Gemeinde im Nordwesten der Slowakei mit 1278 Einwohnern (Stand 31. Dezember 2024) und liegt im Okres Trenčín, einer Verwaltungseinheit des Trenčiansky kraj.

## Geographie

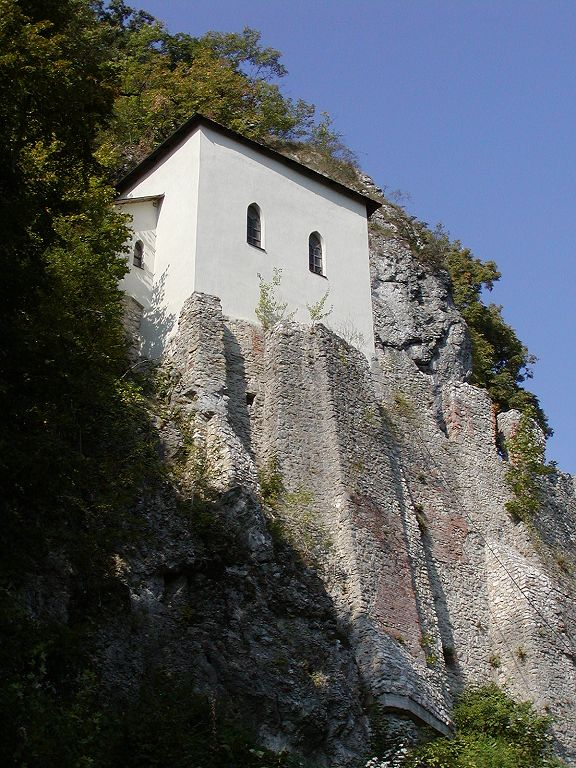
Ruinen des Klosters Skalka pri Trenčíne

Die Gemeinde liegt im Südwestteil des Talkessels Ilavská kotlina beim Zusammenfluss der Baches Súčanka, der aus den Weißen Karpaten her kommt, mit der Waag. Die nächstgelegenen Städte sind Nemšová (sechs Kilometer) nordöstlich und Trenčín (acht Kilometer südlich). Das Ortszentrum befindet sich auf einer Höhe von 233 m n.m.

## Geschichte
Die heutige Gemeinde Skalka nad Váhom entstand 1974 durch Zusammenschluss der bisher selbständigen Orte Skala (ungarisch Vágsziklás), Skalská Nová Ves (bis 1927 slowakisch Skala Nová Ves oder Skala Novejsa; ungarisch Nemesújfalu) und Újazd (bis 1946 slowakisch Újezd – bis 1927 Ujezdov; ungarisch Vágutas), die seither Gemeindeteile darstellen.
Weite Teile der mittelalterlichen und neuzeitlichen Geschichte sind mit dem ursprünglich Benediktiner-Kloster in der Gemarkung Skalka verbunden, das 1224 vom Neutraer Bischof gegründet wurde und mit Unterbrechungen bis 1773 Bestand hatte.

## Bevölkerung
| Jahr                | 1994 | 2004     | 2014    | 2024    |
| ------------------- | ---- | -------- | ------- | ------- |
| Anzahl der Personen | 974  | 1077     | 1173    | 1278    |
| Unterschied         |      | +10,57 % | +8,91 % | +8,95 % |

| Jahr                | 2023 | 2024    |
| ------------------- | ---- | ------- |
| Anzahl der Personen | 1226 | 1278    |
| Unterschied         |      | +4,24 % |